# Liiva (Kihelkonna)
Liiva – wieś w Estonii, w prowincji Sarema, w gminie Kihelkonna.